# Hemixylota incerta
Hemixylota incerta är en tvåvingeart som beskrevs av Shannon och Aubertin 1933. Hemixylota incerta ingår i släktet Hemixylota och familjen blomflugor. Inga underarter finns listade i Catalogue of Life.